# (36747) 2000 RK65
2000 RK65 (asteroide 36747) é um asteroide da cintura principal. Possui uma excentricidade de 0.08110960 e uma inclinação de 8.09105º.
Este asteroide foi descoberto no dia 1 de setembro de 2000 por LINEAR em Socorro.